# Haus zum Pelikan (St. Gallen)

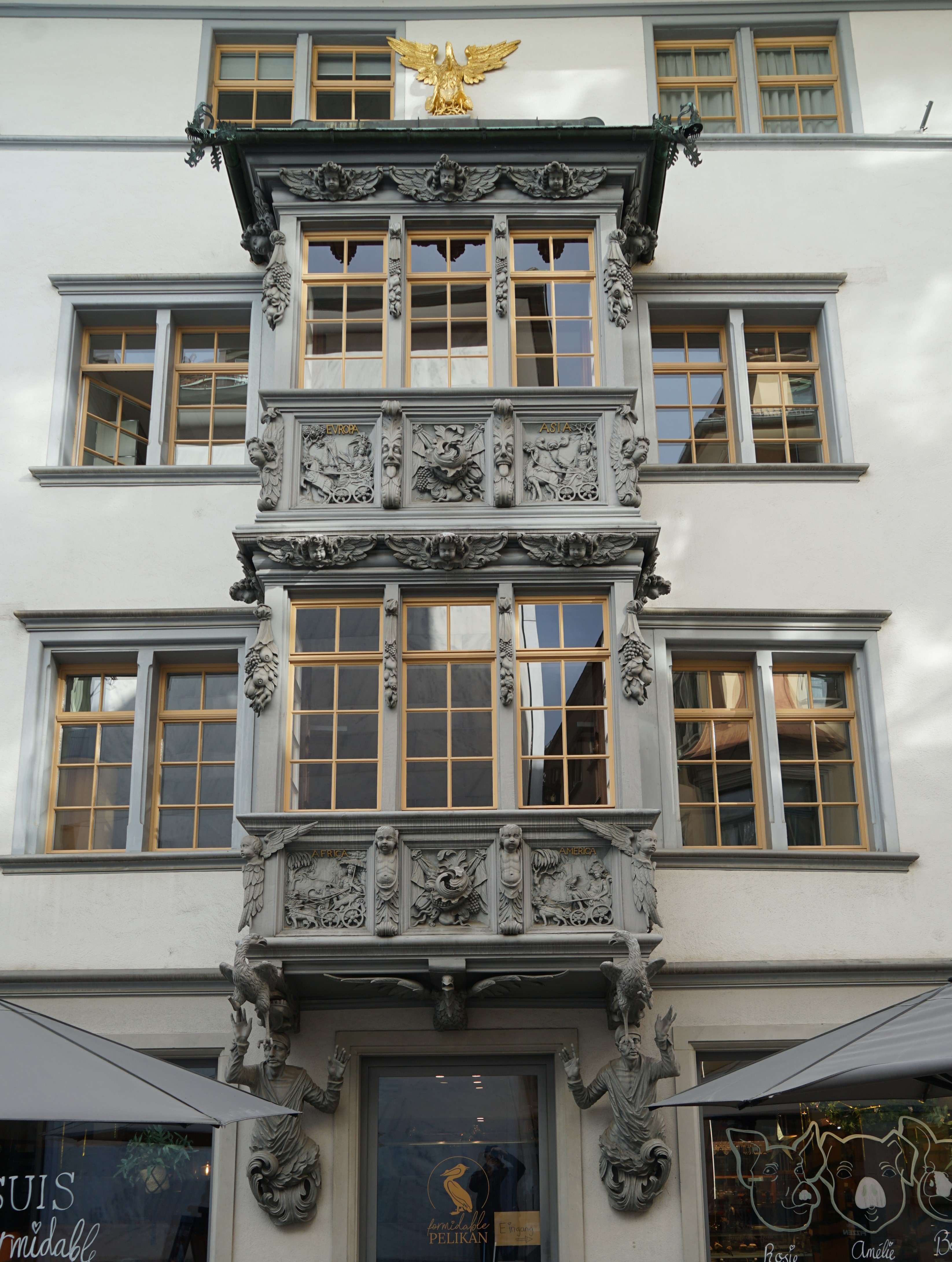
«Haus zum Pelikan», 2024

Das «Haus zum Pelikan» in der Altstadt von St. Gallen ist ein Bürgerhaus in der Schweiz. Der Erker ist in das Schweizerische Inventar der Kulturgüter von regionaler Bedeutung (Kategorie B) eingetragen. Nahezu alle Altstadthäuser sind als «schützenswert» im Inventar der Baudenkmale der Stadt verzeichnet. Somit ist vermutlich auch das Haus zum Pelikan geschützt. Diese Liste der Kulturgüter der Kategorie C wurden aber bisher nicht veröffentlicht.
Der zweistöckige Erker wird auf 1708 datiert. Der Hausname Zum Pelikan wird 1733 erstmals urkundlich erwähnt.
Das viergeschossige Haus selbst ist schlicht gegliedert. Die Fenster sind paarweise gekoppelt. Das Gebäude wird als Café und Wohnhaus genutzt.

## Lage
Das Haus befindet sich an der Südseite der Schmiedgasse und trägt die Nummer «15». Es grenzt im Süden an das «Stadthaus» in der Gallusstrasse. Südlich erstreckt sich der Stiftsbezirk, der 1983 ins Verzeichnis des UNESCO-Weltkulturerbes aufgenommen wurde.

## Beschreibung
In Aufbau und Stil ist dieser Erker mit dem Kamelerker in der Spisergasse 22 vergleichbar, der 1673 angelegt und 1720 erweitert wurde. Die ersten Erker an St. Galler Bürgerhäusern wurden aus Sandstein gebaut. In der Mitte des 17. Jahrhunderts wurden sie aus Eichen- und Lindenholz konstruiert und geschnitzt. Der Erker vom Haus zum Pelikan ist zwar ebenfalls geschnitzt, aber mit grauer Ölfarbe gestrichen, um Sandstein vorzutäuschen.
Die zweistöckige Konstruktion des Erkers verbindet das Erdgeschoss mit dem dritten Obergeschoss. Das Kupferdach wird von einem goldenen Pelikan gekrönt. Er reisst sich die Brust auf, um seine drei Jungen mit Blut zu tränken. Sein Nest ist aus einer Dornenkrone gebildet. Der Vogel symbolisiert «aufopfernde Nächstenliebe» und wie auch die Dornenkrone die Leiden Christi.

Aufnahmen des Erkers, 2004–2017
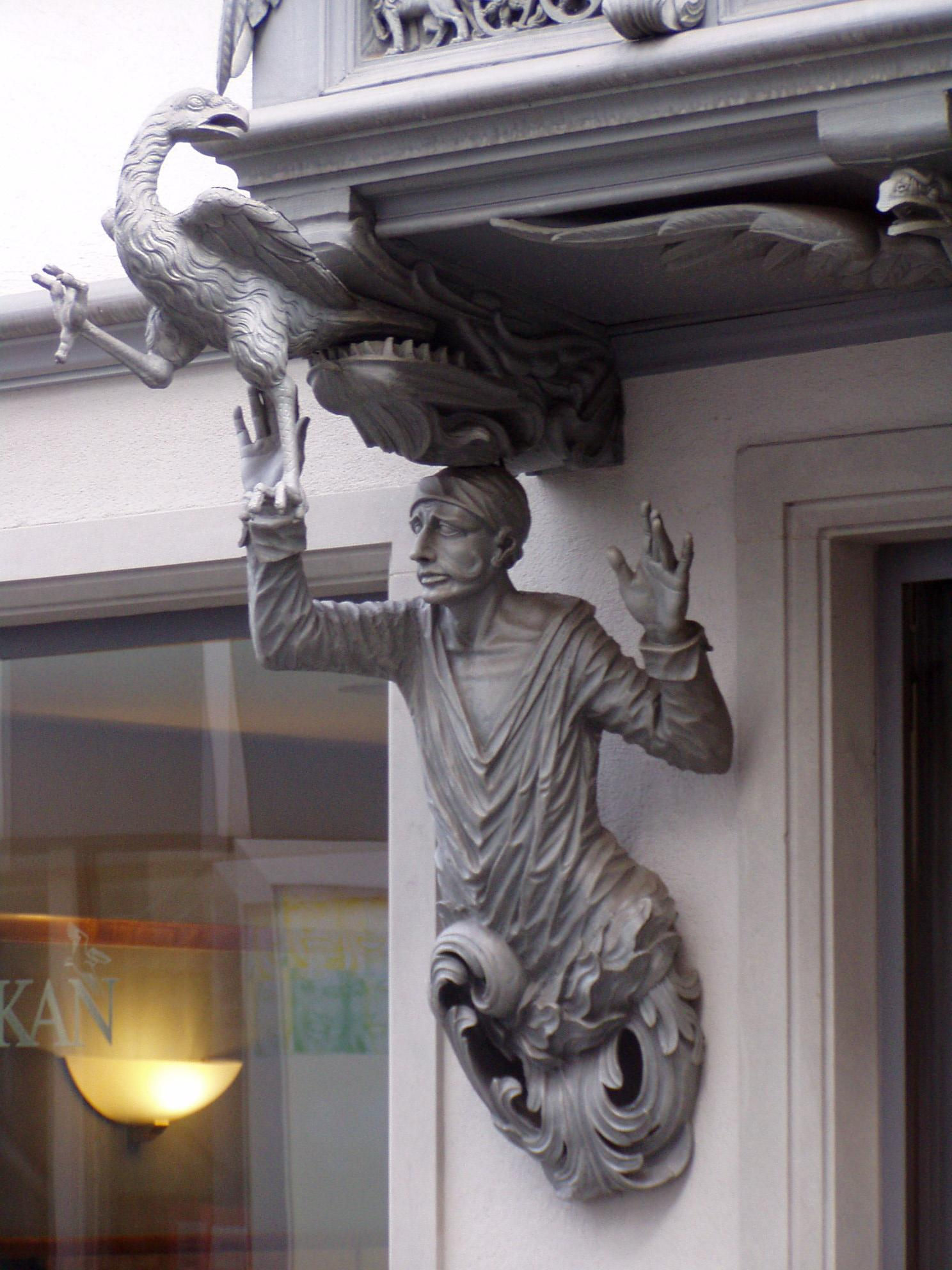
Linke Figur
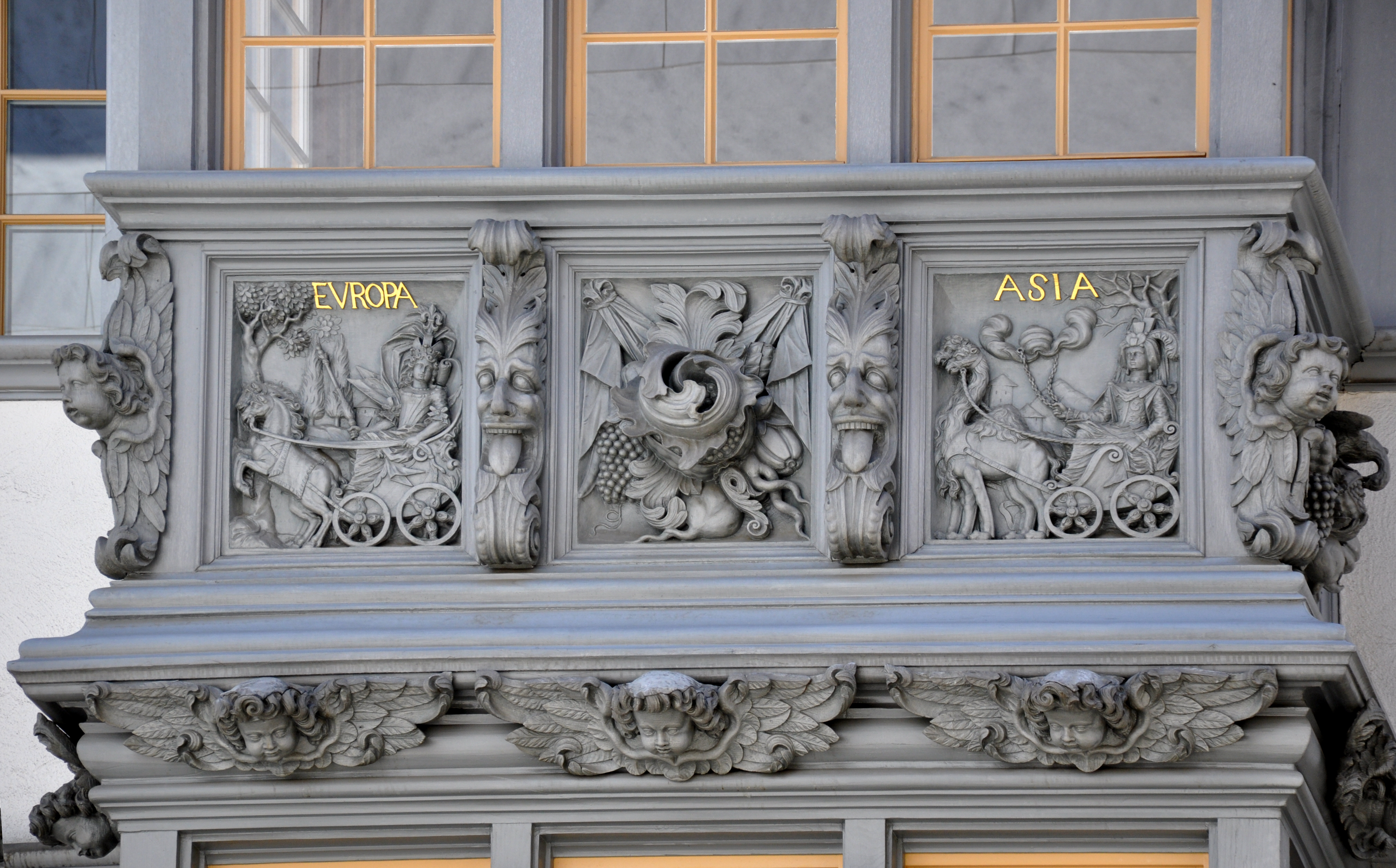
Obere Brüstung
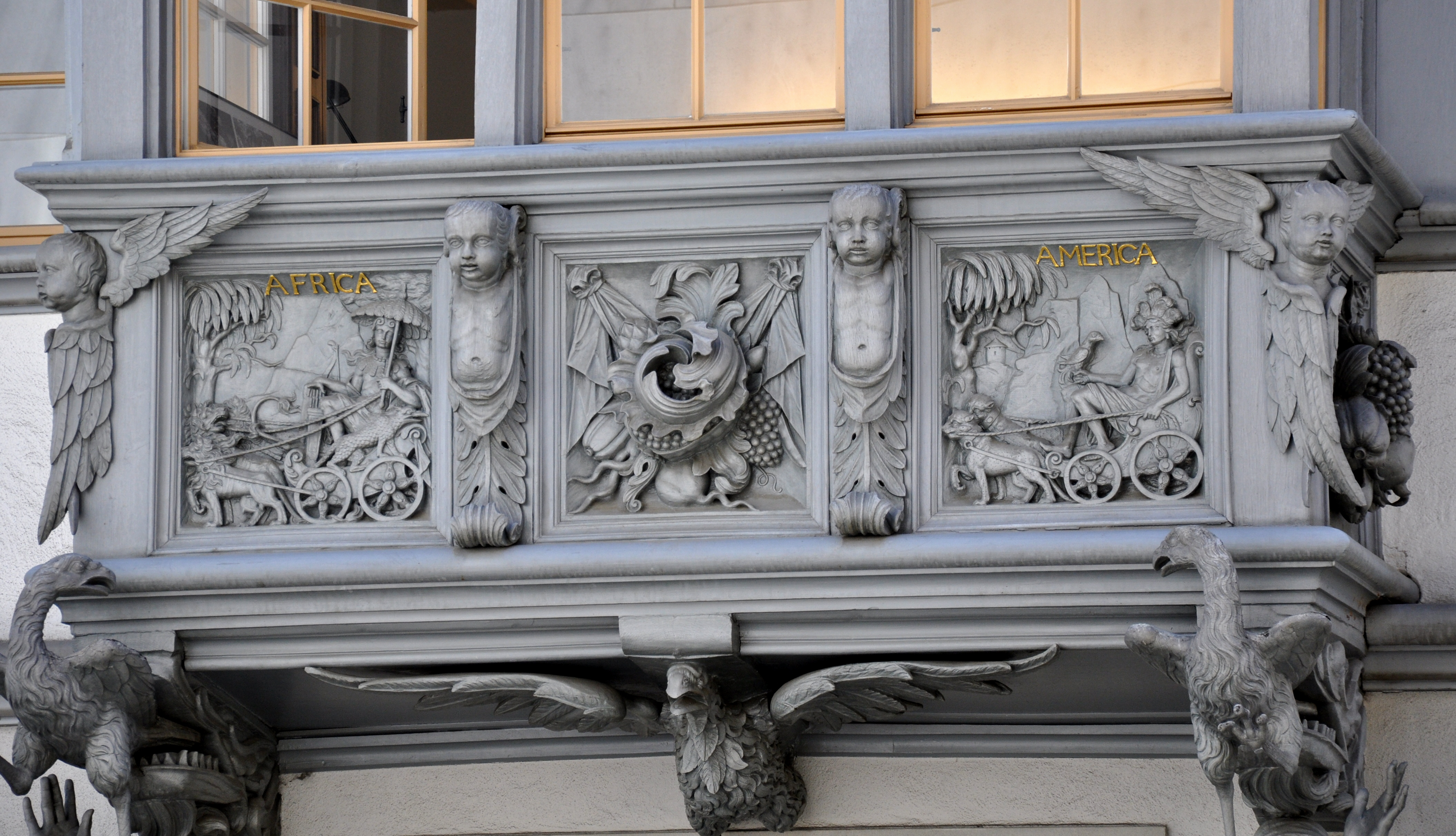
Untere Brüstung
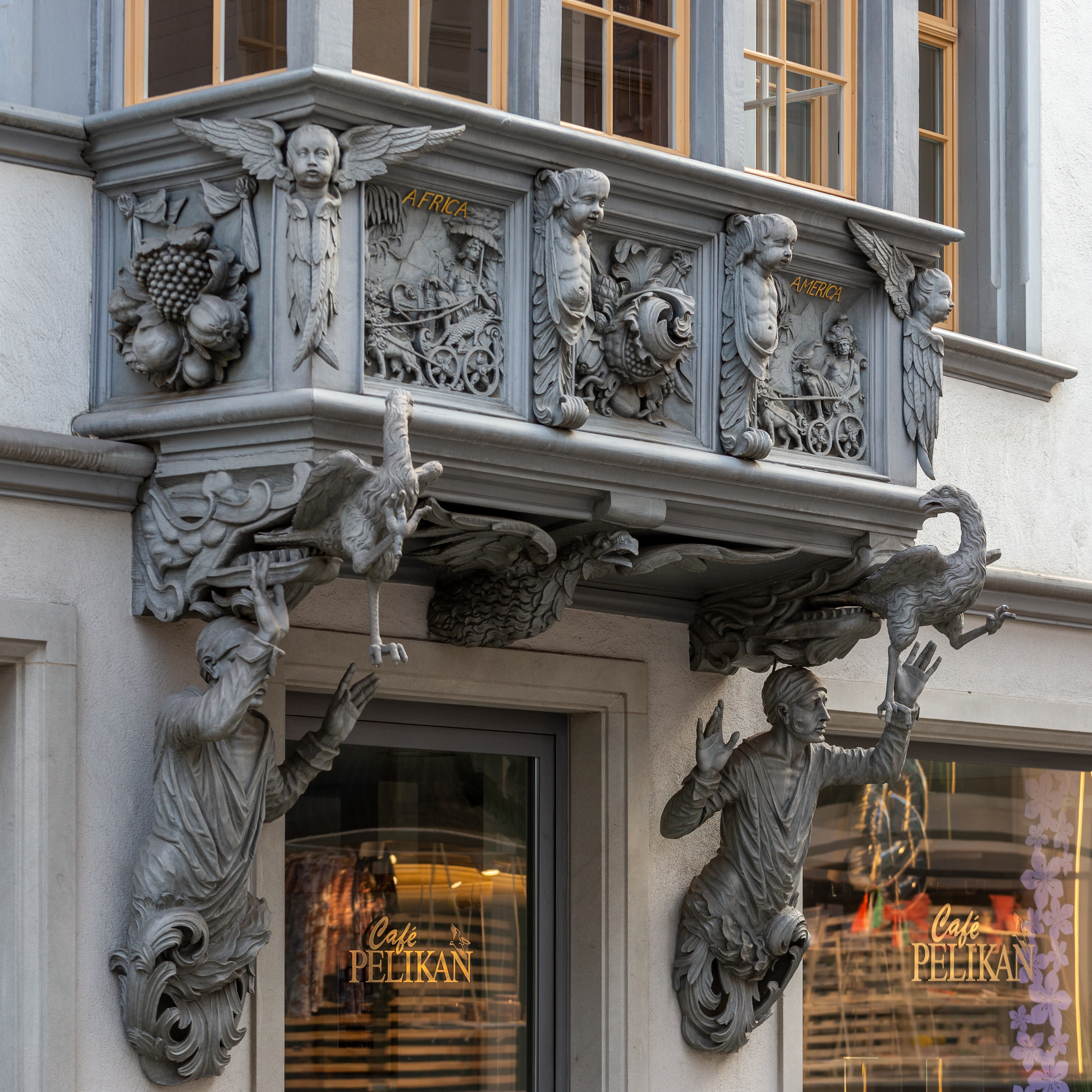
Abstützung

Der Erker ist dreiachsig angelegt. Die Felder der oberen Brüstung zeigen Allegorien der Erdteile Europa und Asien, die der unteren von Afrika und Amerika. Australien fehlt als Dekoration – der Kontinent war zwar bereits entdeckt worden, aber noch nicht in Besitz genommen und deshalb ausgelasysen worden. Er könnte jedoch auch «aus Gründen der Symmetrie» fehlen.
Der Triumphwagen mit der Personifikation Europas, die einen Zepter in der Hand hält, wird von zwei Pferden gezogen. Der Triumphwagen Asiens, dargestellt mit einem schwingenden Weihrauchfass, wird von zwei Dromedaren gezogen. Der Triumphwagen Afrikas wird von zwei Löwen gezogen, und Amerika, ausgezeichnet durch einen aufwendigen Kopfputz aus Federn und mit einem Vogel auf der Faust, sitzt in einem Wagen, der von zwei Raubkatzen gezogen wird. Die zwei mittleren und seitlichen Felder zeigen in Draperien üppige Fruchtbündel, die Reife und Wohlstand symbolisieren. Akanthusblätter, Engel, Putten und Neidköpfe trennen die Felder.
Getragen wird der Erker von den Schwingen eines Adlers. Als Konsolen dienen zwei Krokodile, die versuchen, zwei weitere Adler in ihren Mäulern festzuhalten. Die Halbfiguren zweier Janitscharen flankieren die Eingangstür und machen abwehrende Gesten.

## Belege
1. ↑  KGS-Nr.: 08324.
2. 1 2 3 4  Doris Bentele-Baumann: Pelikanerker, Schmiedgasse 15, 1708. 2014.

Koordinaten: 47° 25′ 26,5″ N, 9° 22′ 33,9″ O; CH1903: 746176 / 254384